# Nennigkofen

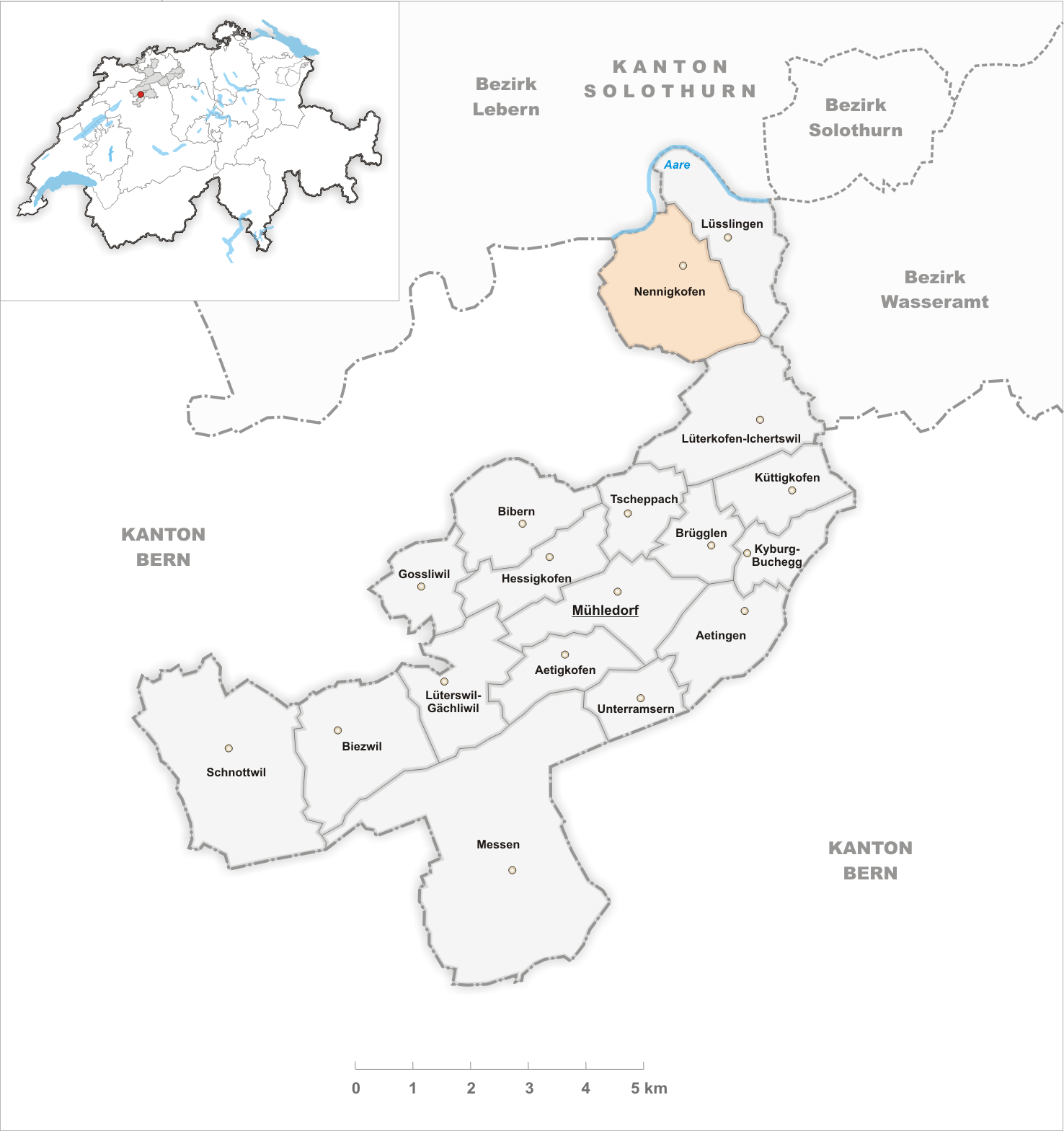
Gemeindestand vor der Fusion am 1. Januar 2013

Nennigkofen ist eine Ortschaft in der Gemeinde Lüsslingen-Nennigkofen im Schweizer Kanton Solothurn.
Bis am 31. Dezember 2012 war sie eine selbständige Einwohnergemeinde. Am 1. Januar 2013 fusionierte sie mit Lüsslingen zur neuen Gemeinde Lüsslingen-Nennigkofen.

## Geographie

Luftbild (1970)

Nennigkofen liegt auf 456 m ü. M., vier Kilometer südwestlich des Kantonshauptortes Solothurn (Luftlinie). Das Dorf erstreckt sich in einer Geländemulde des Dorfbachs südlich der Ebene des Aaretals, in den nördlichsten Ausläufern des Bucheggberges, im Solothurner Mittelland.
Die Fläche des 4,6 km² grossen ehemaligen Gemeindegebiets umfasst einen Abschnitt der Molassehöhen des Bucheggberges. Die nördliche Grenze verläuft entlang der Aare, die hier einen grossen Bogen um das Aarefeld beschreibt. Von der Aare erstreckt sich der ehemalige Gemeindeboden südwärts über die flache Talebene und die vom eiszeitlichen Rhonegletscher zurückgelassene, leicht gewellte Grundmoränenlandschaft (Hubel, 490 m ü. M.; Riemberg, 468 m ü. M.) bis auf die Waldhöhen des nördlichen Bucheggberges. Im Oberwald entspringt der Dorfbach von Nennigkofen, der unterhalb von Lüsslingen in die Aare mündet. Die höchste Erhebung von Nennigkofen wird mit 552 m ü. M. am Nordhang des Lerchenbergs erreicht. Von der ehemaligen Gemeindefläche entfielen 1997 8 % auf Siedlungen, 23 % auf Wald und Gehölze, 67 % auf Landwirtschaft, und etwas mehr als 2 % war unproduktives Land.
Zu Nennigkofen gehören einige Einzelhöfe. Nachbargemeinden von Nennigkofen waren Selzach, Lüsslingen und Lüterkofen-Ichertswil im Kanton Solothurn sowie Leuzigen im Kanton Bern.

## Bevölkerung
Mit 488 Einwohnern (Stand 31. Dezember 2012) gehörte Nennigkofen zu den kleinen Gemeinden des Kantons Solothurn. Von den Bewohnern sind 96,9 % deutschsprachig, 1,0 % französischsprachig und 0,2 % sprechen Italienisch (Stand 2000). Die Bevölkerungszahl von Nennigkofen belief sich 1850 auf 406 Einwohner, 1900 auf 433 Einwohner. Im Verlauf des 20. Jahrhunderts pendelte die Bevölkerungszahl im Bereich zwischen 400 und 480 Personen. Erst seit 1980 (406 Einwohner) wurde ein kontinuierliches Bevölkerungswachstum verzeichnet.
Einwohnerzahlen: Volkszählungsdaten

## Wirtschaft
Nennigkofen war bis in die zweite Hälfte des 20. Jahrhunderts ein vorwiegend durch die Landwirtschaft geprägtes Dorf. Die Wasserkraft des Dorfbaches wurde früher für den Betrieb einer Mühle und einer Ölmühle genutzt. Noch heute haben der Ackerbau und der Obstbau sowie die Viehzucht und die Forstwirtschaft einen wichtigen Stellenwert in der Erwerbsstruktur der Bevölkerung.
Zahlreiche weitere Arbeitsplätze sind im lokalen Kleingewerbe und im Dienstleistungssektor vorhanden. In Nennigkofen sind Betriebe des Holzbaus, der Informationstechnologie und des Baugewerbes vertreten. Die ehemalige Gemeinde ist Standort der Curlinghalle der Region Solothurn. In den letzten Jahrzehnten hat sich das Dorf auch zu einer Wohngemeinde entwickelt. Viele Erwerbstätige sind deshalb Wegpendler, die hauptsächlich in den Regionen Solothurn und Grenchen arbeiten. Das Siedlungsgebiet von Nennigkofen ist heute mit demjenigen von Lüsslingen fast lückenlos zusammengewachsen. Bezüglich Infrastruktur (Schule, Feuerwehr, Zivilschutz) arbeiten die beiden Gemeinden eng zusammen.

## Verkehr
Die ehemalige Gemeinde ist verkehrsmässig gut erschlossen. Sie liegt an der alten Hauptstrasse von Solothurn nach Büren an der Aare. Im Jahr 2002 wurde der Abschnitt Solothurn-Biel der Autobahn A5 eröffnet, welche das ehemalige Gemeindegebiet durchquert. Der nächste Anschluss an die Autobahn befindet sich rund 3 km östlich des Ortskerns.
Am 4. Dezember 1876 wurde die Bahnlinie von Solothurn nach Lyss mit dem Bahnhof Lüsslingen eingeweiht, der teilweise auf dem Gebiet von Nennigkofen lag; die Strecke ist jedoch seit 1994 für den Personenverkehr stillgelegt. Durch einen RBS-Bus, welcher die Strecke von Solothurn nach Büren an der Aare bedient, ist Nennigkofen an das Netz des öffentlichen Verkehrs angeschlossen.

## Geschichte
Die erste urkundliche Erwähnung des Ortes erfolgte im 14. Jahrhundert unter dem Namen Hächelkofen; von 1368 ist die Bezeichnung Hechelkofen überliefert. Seit dem Mittelalter unterstand das Dorf der Herrschaft Buchegg, die Teil der Landgrafschaft Burgund war. Im Jahr 1375 wurde es von den Guglern zerstört. Erst nach dem nachfolgenden Wiederaufbau erhielt es den heutigen Namen. Später sind auch die Schreibweisen Nennikofen (1392) und Nennikoffen (1440) überliefert. Der Ortsname geht auf den germanischen Personennamen Nanno zurück. Mit dem Suffix -igkofen bedeutet er so viel wie «bei den Höfen der Leute des Nanno», wobei so genannte Aussiedlerhöfe gemeint sind.
Anders als die übrigen Ortschaften der ehemaligen Herrschaft Buchegg blieb Nennigkofen 1391 bei Bern und kam erst nach der Reformation 1539 an Solothurn, wobei es der Vogtei Bucheggberg zugeteilt wurde. Bis 1798 lag die hohe Gerichtsbarkeit beim bernischen Landgericht Zollikofen, während Solothurn mit dem Gerichtsort Lüsslingen die niedere Gerichtsbarkeit ausübte. Nach dem Zusammenbruch des Ancien Régime (1798) gehörte Nennigkofen während der Helvetik zum Distrikt Biberist und ab 1803 zum Bezirk Bucheggberg.
In einer Volksabstimmung vom 25. September 2011 haben die Stimmbürger von Nennigkofen mit grosser Mehrheit die Fusion mit der Nachbargemeinde Lüsslingen beschlossen. Da auch die Stimmbürger von Lüsslingen dieser Fusion zugestimmt haben, wurde diese am 1. Januar 2013 vollzogen.

## Sehenswürdigkeiten
Im alten Ortskern sind noch verschiedene Bauernhäuser (typische Fachwerkbauten) aus dem 17. bis 19. Jahrhundert erhalten. Nennigkofen besitzt keine eigene Kirche, es gehört zur Pfarrei Lüsslingen. Auf dem Gebiet von Nennigkofen finden sich zwei Schalensteine, beides erratische Blöcke, die vom eiszeitlichen Rhonegletscher aus dem Wallis hierher verfrachtet wurden. Der Kindlistein, der grössere der beiden, befindet sich beim Höhlenwäldli nördlich des Dorfes, der zweite erratische Block liegt auf dem Hubel.

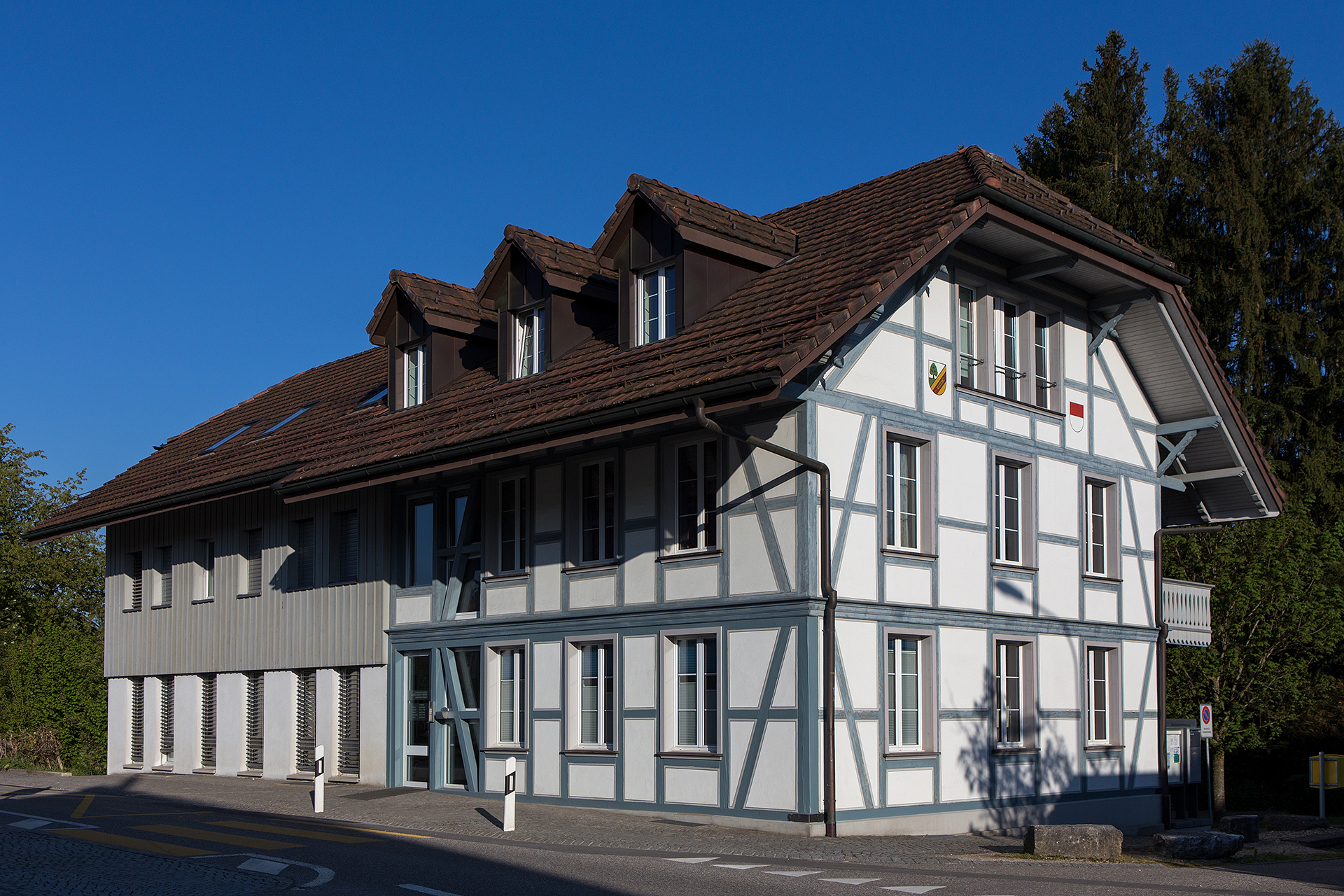
Gemeindeverwaltung
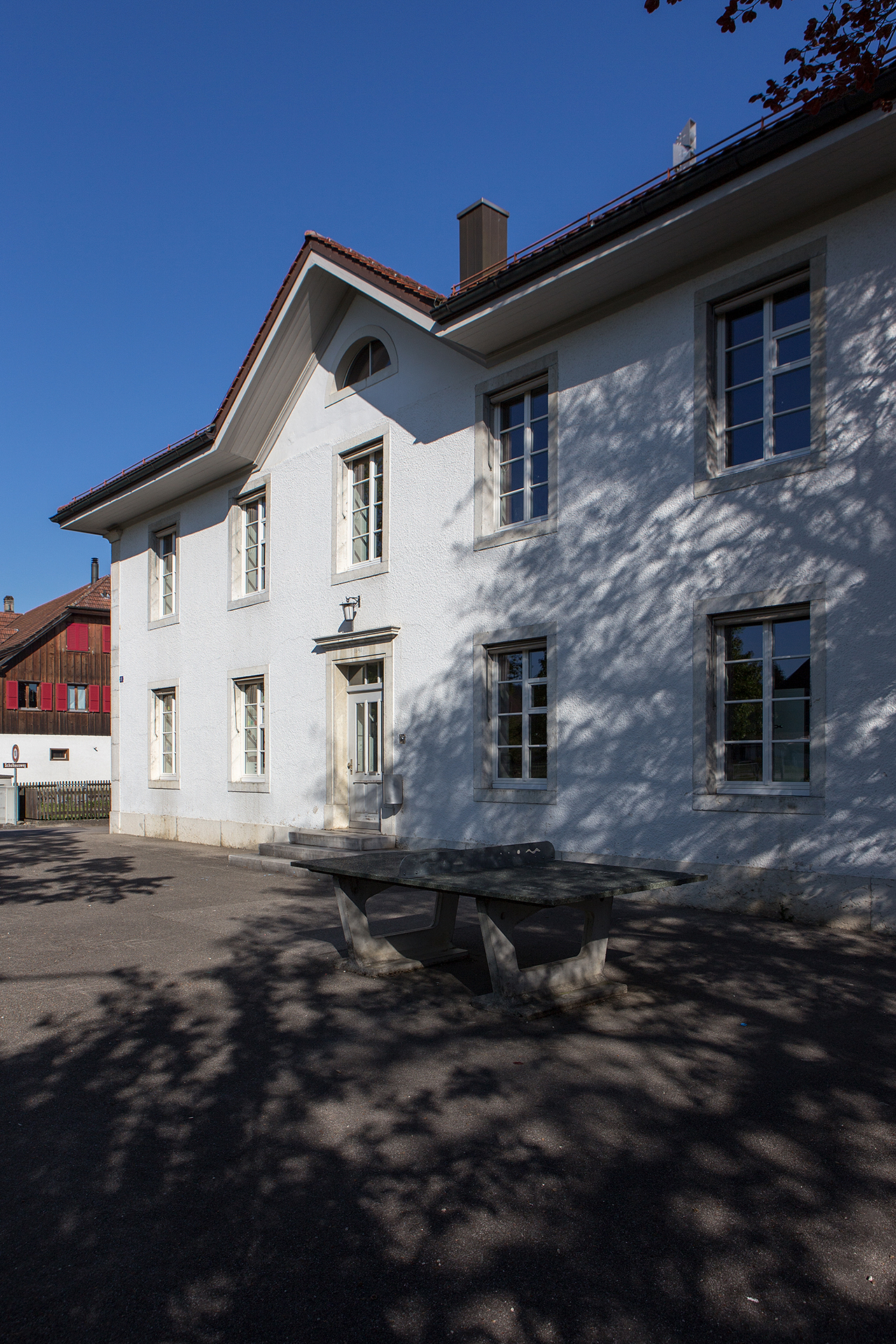
Schulhaus
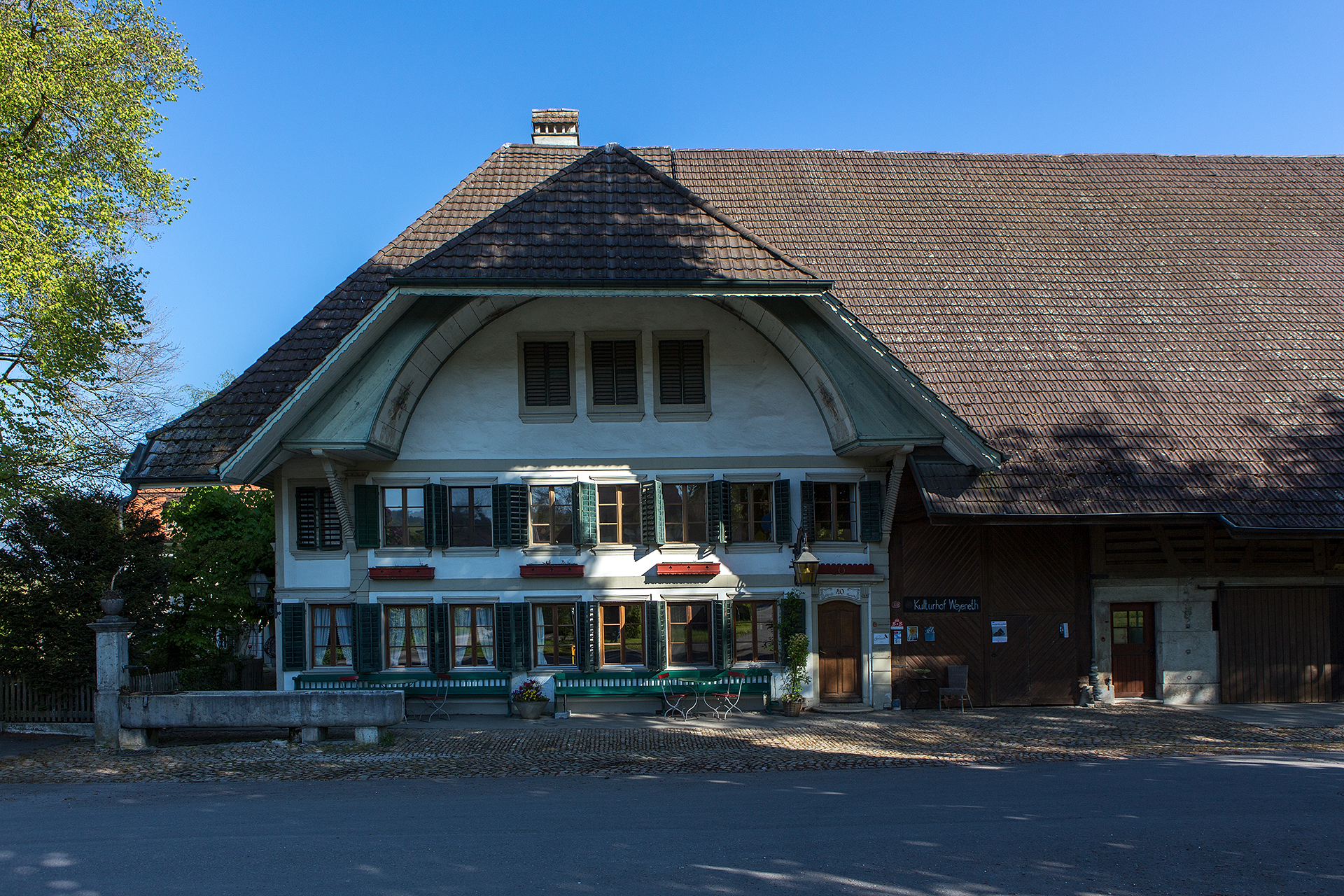
Kulturhof Weyeneth
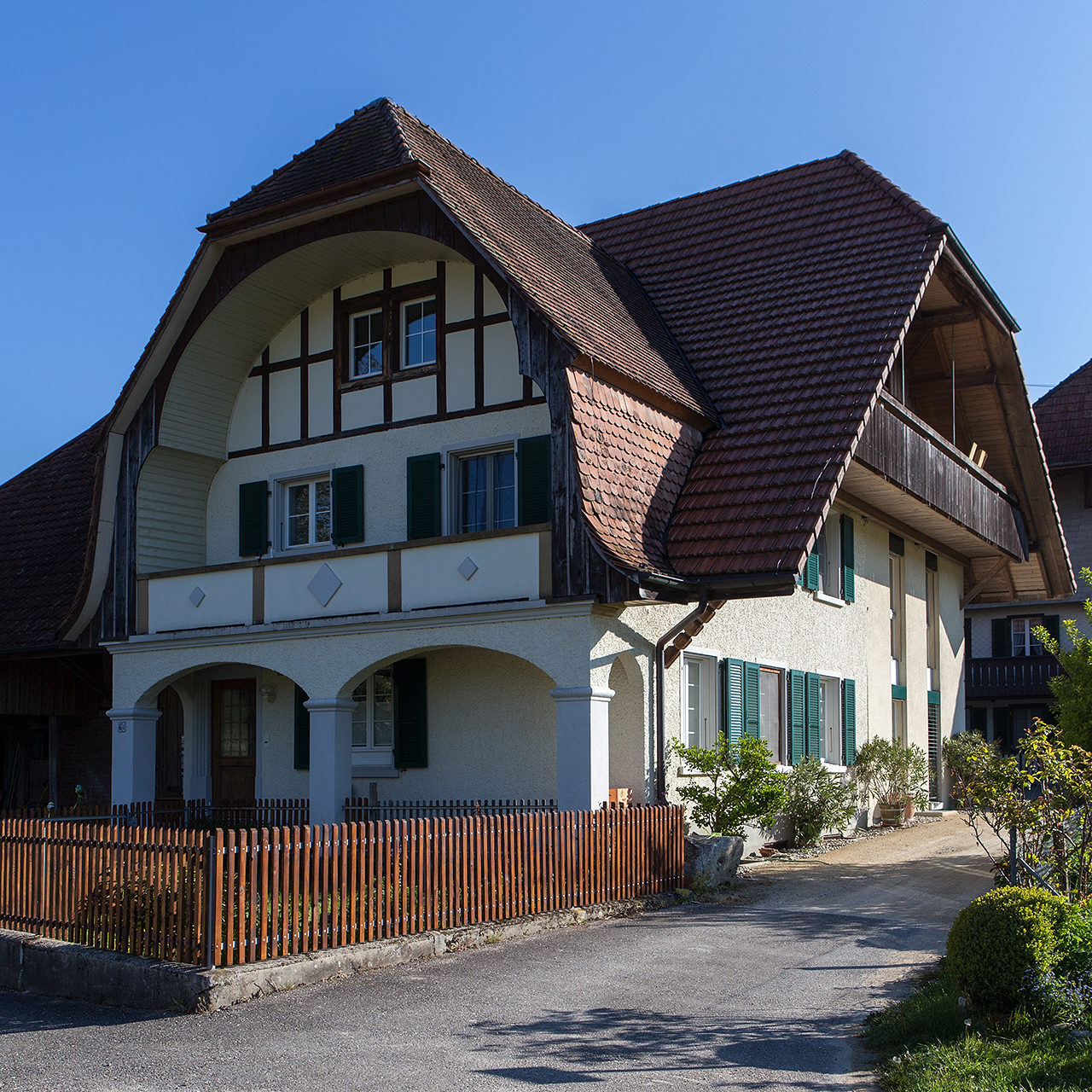
Ehemalige Oele
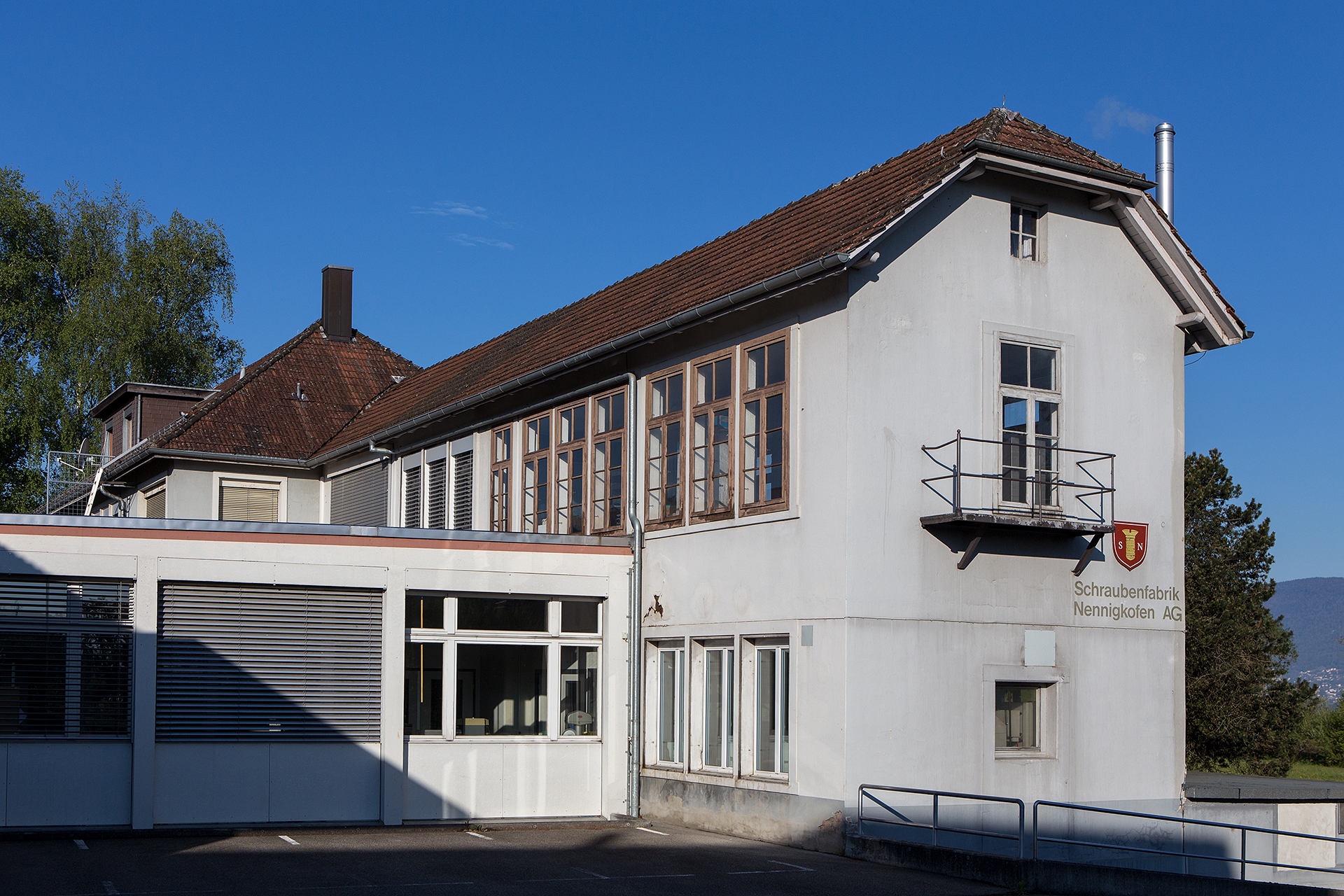
Schraubenfabrik

## Wappen
Blasonierung
In Gelb schräglinker roter Balken, belegt mit einer gelben Ähre